# HIPERLAN
HIPERLAN (High Performance Radio LAN) är en trådlös LAN-standard och ett alternativ till standarderna IEEE 802.11 och är definierad av European Telecommunications Standards Institute (ETSI). 

## HIPERLAN/1
Planeringen av den första versionen av standarden, HIPERLAN/1 påbörjades 1991 när planeringen av 802.11 redan pågick. Målet med HIPERLAN var att nå högre datahastighet än 802.11. Standarden godkändes 1996.
HIPERLAN egenskaper:
•	räckvidd 50 m 
•	långsam rörlighet (1,4 m/s) 
•	stödjer asynkron och synkroniserad trafik
•	ljud 32 kbit/s, 10 ns fördröjning
•	video 2 Mbit/s, 100 ns fördröjning 
•	data 10 Mbit/s 
HIPERLAN/1 har dock inte lyckats särskilt väl som standard och har mer eller mindre konkurrerats ut av 802.11.

## HIPERLAN/2
Den funktionella specifikationen för HIPERLAN/2 blev klar i februari 2000. Den här andra versionen är designad för snabb trådlös anslutning i många sorters nätverk, tex UMTS stamnätverk, ATM och IP nätverk, men fungerar precis som HIPERLAN/1 även i hemmanätverk. HIPERLAN/2 använder 5 GHz-bandet och upp till 54 Mbits datahastighet.
Det fysiska lagret i HIPERLAN/2 är i princip samma lager som det i 802.11a men MAC-lagret skiljer sig. HIPERLAN/2 har dock ett konvergenslager som gör det möjligt att koppla sig till andra nätverkstyper som tex. Ethernet, Firewire, ATM och 3G-nät.
Bastjänsterna I HIPERLAN/2 är data-, ljud-, och videoöverföring och har ett utmärkt stöd för QoS.
Det fysiska lagret använder moduleringsteknikerna BPSK, QPSK 16QAM eller 64QAM.

## Framtiden
Somliga menar att IEEE 802.11-standarden redan har tagit platsen som HIPERLAN var gjord för att fylla, trots lägre prestanda men bättre genomslag på marknaden, och på grund av att man börjat använda IEE 802.11 i så många nätverk fortsätter man med det, trots att HIPERLAN i alla fall i teorin är det bättre valet.
Andra tror att HIPERLAN/2 med sin överlägsna tekniska prestanda kommer att erbjuda tjänster som 802.11-varianter inte ens har möjlighet att leverera. Ser man över hela året 2006 har dock HIPERLAN inte ens lyckats ta sig in på marknaden om man jämför med 802.11.
Utvecklingen av 802.11n-standarden som kommer att definiera nästa generation inom WLAN, kommer inte att följas av något liknande projekt från HIPERLAN. Några av principerna i HIPERLAN/2, till exempel Dynamic Frequency Selection(DFS), och Transmit Power Control, kommer att återanvändas i IEEE 802.11n.